# Luis Alberto del Rio
Luis Alberto del Rio (Montevideo, ...) è un ex calciatore uruguaiano, di ruolo attaccante.

## Carriera

### Club
Luis Alberto del Rio giocò durante gli anni '60 del XX secolo nel Cerro, con cui nei campionati uruguaiani 1966, 1967 e 1968 ottenne tre terzi posti consecutivi.
Con il Cerro, nell'estate 1967, partecipa all'unica edizione del campionato nordamericano dell'United Soccer Association, lega che poteva fregiarsi del titolo di campionato di Prima Divisione su riconoscimento della FIFA, nel 1967: quell'edizione della Lega fu disputata utilizzando squadre europee e sudamericane in rappresentanza di quelle della USA, che non avevano avuto tempo di riorganizzarsi dopo la scissione che aveva dato vita al campionato concorrente della National Professional Soccer League. Con il Cerro, nelle vesti degli N.Y. Skyliners del Rio non superò le qualificazioni per i play-off, chiudendo la stagione al quinto posto della Eastern Division.

### Nazionale
Del Rio ha giocato tre incontri con la nazionale dell'Uruguay.